# Herrljunga kyrka
Herrljunga kyrka är en kyrkobyggnad i Herrljunga kommuns centralort. Den tillhör sedan 2021 Herrljungabygdens församling (tidigare Herrljunga församling) i Skara stift.

## Den gamla kyrkan

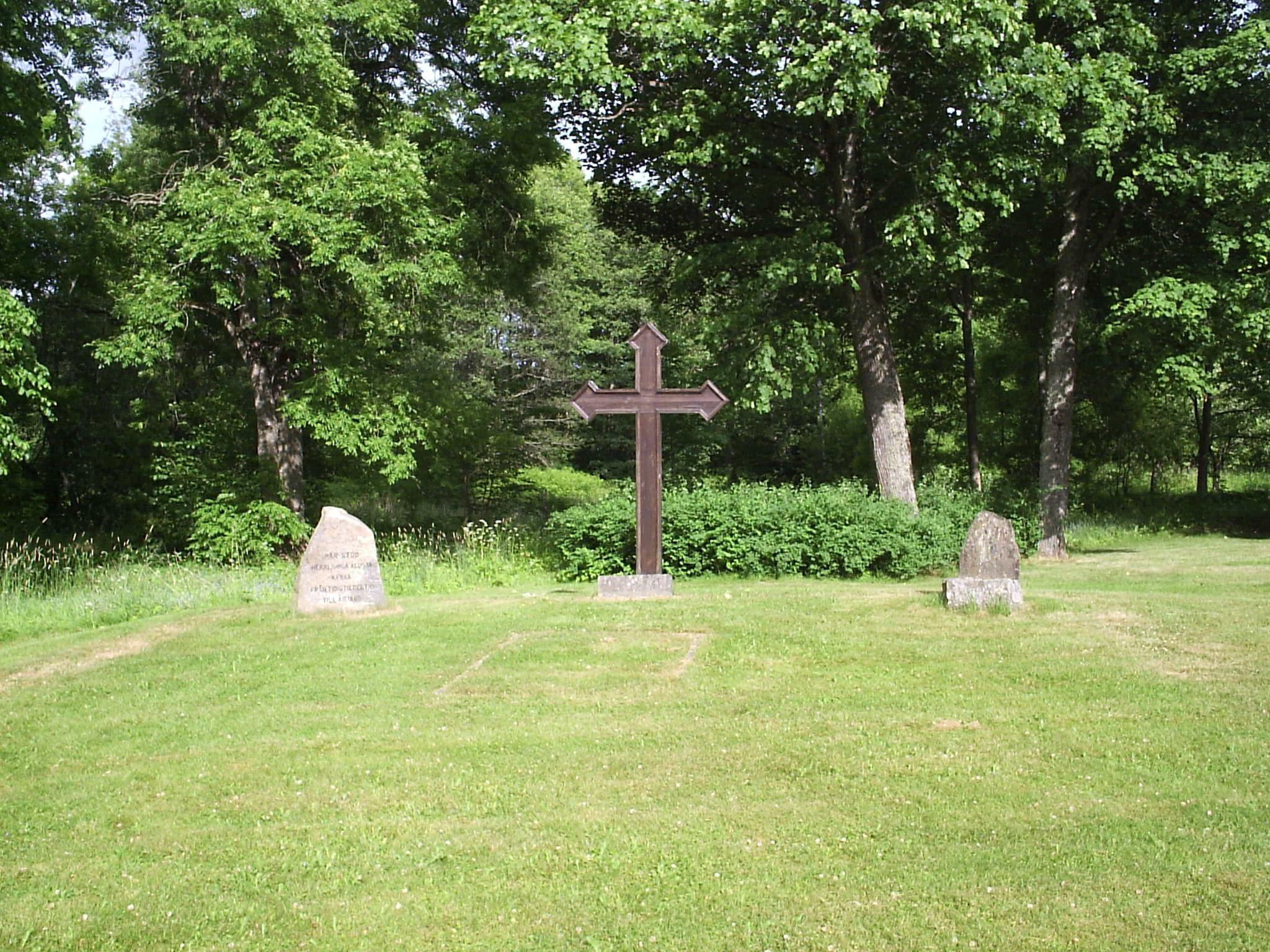
Platsen för Herrljunga medeltida kyrka

Herrljunga gamla kyrkas byggnadsår är okänt, men traditionen vill berätta att den uppfördes på 1200-talet. Byggnaden murades av kalksten eller gråsten och hade ej särskilt markant kor. Den saknade fönster på norra sidan och västra gaveln. Predikstolen hade sin plats vid kyrkans södra sida och i koret fanns en gravkammare, sannolikt upplåten för någon präst- eller adelsfamilj. I en fristående klockstapel hängde en klocka med runinskrift, vilken numera förvaras i Statens historiska museum, dit den försåldes 1894. 1865 revs Herrljunga gamla kyrka i samband med byggandet av den nya. Ruinerna av den gamla byggnaden undersöktes och restaurerades 1957, liksom några av kyrkogårdens gravar och minnesstenar.
Även Tarsleds kyrka, som revs 1863, hade medeltida ursprung och ligger väster om Herrljunga. 

## Den nya kyrkan
Herrljunga nya kyrka uppfördes 1865 vid Storgatan i det framväxande stationssamhället vid Västra stambanan som en gemensam gudstjänstlokal för Herrljunga församling och Tarsleds församling. Den uppfördes i romansk stil och har kraftfulla spirprydda hörntureller och sakristia med ingång från öster. Den har ett 38 meter högt korskrönt torn i väster. Interiören förändrades i samband med restaureringen 1938 då koret byggdes om. 

## Inventarier
- Madonnaskulptur från 1400-talets senare del utförd i ek. Höjd 89 cm. Maria och Kristusbarnet är skurna var för sig.[1]
- Två altartavlor i barock från 1600-talet, den ena från Tarsled och den andra från den gamla kyrkan, restaurerades 1930 och sitter nu i högaltaret respektive dopaltaret.
- En dopfunt i sandsten med palmettmönstrat ornament från 1200-talet.
- Bilder från ett 1400-talsskåp.

### Klockor

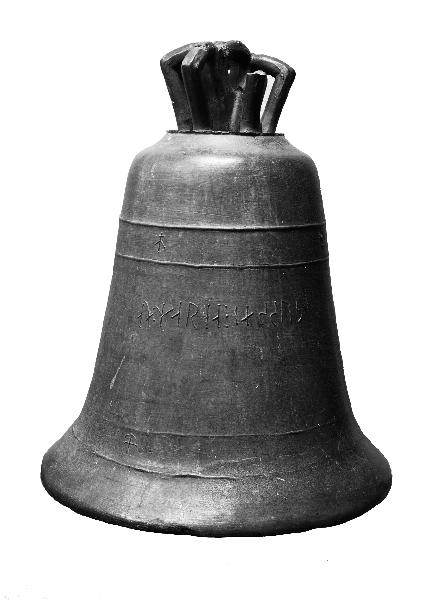
Lillklockan.

Kyrkan hade tidigare två medeltida klockor, men den mindre, som har runinskrift, överläts på 1890-talet till Statens historiska museum
- Storklockan är av senmedeltida typ och saknar inskrift.
- Lillklockan, som är gjuten av mäster Håkan (Haqvinus), uppmärksammades tidigt som en av Sveriges nitton runklockor. Eftersom den är tekniskt välgjord, torde den vara en av gjutarens senare arbeten. Med hänsyn tagen till Håkans klocka i Hössna kyrka från 1345, som är hans enda daterade, bör Herrljungaklockan ha gjutits någon gång på 1350-1360-talen. Den har typiska breda skriftband med tre fritt tecknade figurer. Det finns flera av Håkans gjutarmärken. På det nedre skriftbandet återfinns tre ristade märken: ett likarmat latinskt kors, ett Andreaskors och vad som liknar en uppåtvänd, halvspänd pilbåge. På kroppens övre del finns en inskrift i runor: ave : maria : iessus. På den andra sidan finns gjutarens namn: MAGISTER hAqvINVs.[2]

### Orglar
- 1880 byggde Salomon Molander & Co, Göteborg en orgel med 10 stämmor.
- 1918 byggde Olof Hammarberg, Göteborg en orgel med 17 stämmor.
- Den nuvarande läktarorgeln har bibehållen fasad från 1880. De gamla orglarna från 1880 och 1918 har ersatts av den nuvarande, som byggdes av Smedmans Orgelbyggeri AB, Lidköping och invigdes 1973. Den har 23 stämmor fördelade på två manualer och pedal. Orgeln är mekanisk.[3]

| Huvudverk I     | Svällverk II      | Pedal        | Koppel |
| Principal 8'    | Gedackt 8´        | Subbas 16´   | I/P    |
| Rörflöjt 8'     | Fugara 8'         | Principal 8' | II/P   |
| Oktava 4'       | Principal 4'      | Oktava 4'    | II/I   |
| Gedacktflöjt 4' | Koppelflöjt 4'    | Nachthorn 2' |        |
| Kvinta 2 2/3'   | Blockflöjt 2'     | Fagott 16'   |        |
| Oktava 2'       | Nasat 1 1/3'      | Skalmeja 4'  |        |
| Ters 1 3/5'     | Scharf III        |              |        |
| Mixtur IV       | Dulcian 8'        |              |        |
| Trumpet 8'      | Tremulant         |              |        |
|                 | Crescendosvällare |              |        |

#### Kororgel
- Kororgeln med fem stämmor invigdes och byggdes 1974 av J. Künkels Orgelverkstad AB, Lund. Orgeln är mekanisk.

| Huvudverk I  | Svällverk II | Pedal   | Koppel |
| Gedackt 8'   | Subbas 16'   | Man/Ped |        |
| Rörflöjt 4'  |              |         |        |
| Principal 2' |              |         |        |
| Sifflöjt 1'  |              |         |        |